# Arthur Gardner
Arthur Gardner (ur. 7 czerwca 1910 w Marinette, zm. 19 grudnia 2014 w Beverly Hills) – amerykański aktor i producent filmowy.

## Życiorys
Karierę rozpoczął jako aktor. Jedną z jego pierwszych ról była rola studenta w filmie Na Zachodzie bez zmian. Podczas II wojny światowej służył w siłach powietrznych, gdzie poznał Julesa V Leviego i Arnolda Lavena. Był również producentem filmowym kilku filmów fabularnych między innymi: MCQ, Brannigan.